# Kommando (militär)
Kommando kallas den anvisning, genom vilken en trupp befäls att utföra en viss rörelse eller ett grepp.
Vid kommandoorden särskiljer man vanligen lystringsordet, vilket anger den rörelse eller det grepp, som skall utföras, och verkställighetsordet, vanligen "marsch", "gevär" eller något annat kort ord, vilket anger ögonblicket, då det befallda skall verkställas. Ordet kommando nyttjas även om själva uttalandet av kommandoordet, varjämte det ofta, i synnerhet i utländska arméer, betyder detsamma som tjänsteuppdrag, kommendering, eller en befälsmyndighet.